# USS Muskeget (AG-48)
Le USS Muskeget (AG-48/YAG-9) — renommé plus tard USCGC Muskeget (WAG-48) — fut à l'origine un navire de charge commercial acheté par la United States Navy durant la Seconde Guerre mondiale. Il fut alors armé de différents canons et de grenades anti-sous-marines pour être envoyé en mer afin de recueillir des données météorologiques dans l'Atlantique Nord. Le Muskeget fut coulé par un sous-marin allemand le 9 septembre 1942.

## Histoire
Le Muskeget (YAG-9) fut construit en 1923 par la Bethlehem Shipbuilding Corporation à Sparrows Point (Maryland) sous le nom de Cornish, un navire-cargo commercial. Le 29 décembre 1942, l'US Navy l'acheta à l'Eastern Shipbuilding Lines, Inc. de Boston et le fit modifier par les chantiers navals Sullivan Drydock & Repair Co. de New York. Il reçut sa commission le 3 janvier 1942 sous le matricule YAG-9.
Assigné au 3e district naval, le YAG-9 effectua des patrouilles au large de New York jusqu'à ce qu'il soit reclassé comme AG-48 et nommé Muskeget le 30 mai. Un mois plus tard, cet auxiliaire fut transféré à l'US Coast Guard et servit de navire météorologique dans l'Atlantique Nord, où il fut torpillé par l’U-755, le 9 septembre 1942. Comme il ne rentrait pas à son port d'attache à la fin septembre, le Muskeget fut déclaré manquant avec tout son équipage :
- 9 officiers ;
- 107 marins ;
- 1 officier des services sanitaires ;
- 4 employés du US Weather Bureau.

Le 26 octobre 1943, le Muskeget fut rayé des listes du registre naval des États-Unis.

### Sources
- (en)  Cet article contient du texte publié par le Dictionary of American Naval Fighting Ships dont le contenu se trouve dans le domaine public. La référence peut être lue ici.
- (en) NavSource Online: Service Ship Photo Archive - USCGC Muskeget (WAG-48) – ex - USS Muskeget (AG-48) (1942) - USS YAG-9 (1942)